# Kassaro
Kassaro è un comune rurale del Mali facente parte del circondario di Kita, nella regione di Kayes.
Il comune è composto da 17 nuclei abitati:
- Bagan
- Ballandougou Morola
- Banankoro
- Faradjougou
- Kassaro
- Kliflo
- Kodialan
- Kondou
- Manabougou Coura
- Nafaddji Coro
- Nafadji Coura
- Noumana
- Sébénikoro
- Takoni
- Taman
- Tibassa
- Troloro